# Asmaa Mahfouz
Asmaa Mahfouz (en árabe: أسماء محفوظ‎, El Cairo, 1 de febrero de 1985) es una activista egipcia y una de las fundadoras del Movimiento Juvenil 6 de abril. De acuerdo con la periodista Mona Eltahawy, el video blog que Mahfouz publicó una semana antes de la Revolución egipcia de 2011 contribuyó al inicio de la revuelta. Mahfouz es integrante de la Coalición de los Jóvenes de la Revolución y es considerada una de las líderes de la revolución egipcia.
En 2011, fue una de las cinco galardonadas con el "Premio Sájarov a la libertad de pensamiento", otorgado por contribuciones significativas a los "cambios históricos en el mundo árabe". Compartió el premio con Ahmed al-Senussi, Razan Zaitouneh, Ali Farzat y Mohamed Bouazizi, personalidades destacadas de la Primavera Árabe.
La revista Arabian Business posicionó a Mahfouz en el puesto 381 de su lista de los quinientos árabes más influyentes.

## Biografía
Nacida el 1 de febrero de 1985 en Egipto, Mahfouz se graduó de la Universidad de El Cairo con un título en Administración de Empresas. Tiempo después, se asoció con otros jóvenes egipcios para fundar el Movimiento juvenil 6 de abril. Hasta 2011, trabajaba en una compañía dedicada a la informática.

## Contexto histórico
Hosni Mubarak asumió la presidencia de Egipto en el año 1981. Durante su mandato, concentró cada vez más poderes y eliminó numerosas libertades individuales, con la consigna de una ley de emergencia que permitía que la policía detuviese activistas sin que existieran cargos en su contra. A medida que fue creciendo la corrupción gubernamental, la desigualdad entre ricos y pobres y la deficiencia en los servicios sociales, los ciudadanos comenzaron a desencantarse con el régimen. Los trabajadores textiles de El Mahalla El Kubra, insatisfechos con sus condiciones laborales y salarios bajos, planificaron una huelga en abril de 2008. Los jóvenes activistas que conformarían el Movimiento juvenil 6 de abril apoyaron a los trabajadores y los animaron a que expandiesen su protesta mediante Facebook y otras redes sociales. Al igual que los periodistas independientes, muchos de ellos habían sido acosados y detenidos por la policía, pero continuaban apoyando a los huelguistas. Asmaa Mahfouz formaba parte de este grupo de jóvenes y fue en estos años cuando aprendió a utilizar las redes sociales de manera efectiva como un medio para organizar protestas.

## Levantamiento de enero de 2011

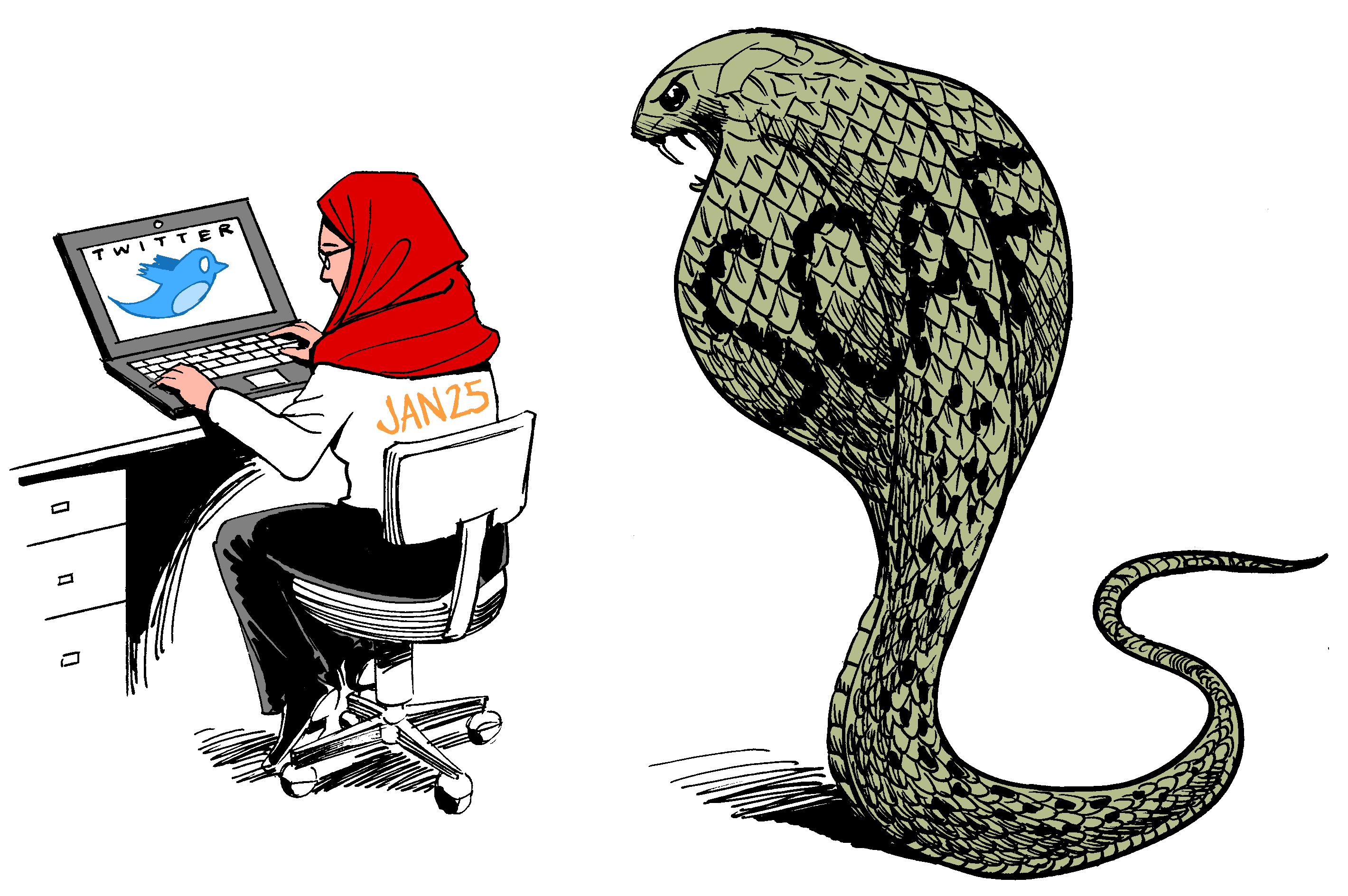
Caricatura que representa al Consejo Supremo de las Fuerzas Armadas de Egipto como amenaza al activismo de Mahfouz a través de las redes sociales.

Mahfouz ha sido señalada como una de las causantes de las protestas que desencadenaron el levantamiento de enero de 2011 en El Cairo. En un video blog subido a Facebook el 18 de enero, Mahfouz convocó a los egipcios a que protestaran por sus derechos humanos y a que demostraran su rechazo al régimen de Mubarak. El video fue subido a YouTube y se volvió viral en pocos días. Mahfouz se dirigió a la nación egipcia y llamó a los manifestantes a reunirse en la Plaza de la Liberación, explicando: "Cuatro egipcios se han prendido fuego a sí mismos para protestar contra la humillación, el hambre, la pobreza y la degradación con la que han tenido que convivir durante treinta años... Hoy, uno de los cuatro ha muerto". Luego, pidió a sus compatriotas que "tengan un poco de vergüenza" y los animó a pasar a la acción. "En lugar de prendernos fuego, hagamos algo positivo... Quedarse sentados en sus casas y seguirnos por los noticieros o por Facebook lleva a que seamos humillados".
En una entrevista con el canal al-Mihwar TV, Mahfouz dijo que una semana antes del 25 de enero había posteado un video en Facebook anunciando que iría a la Plaza de la Liberación a protestar. Mencionó que otros cuatro jóvenes egipcios la acompañaron, y que las fuerzas de seguridad interna los rodearon rápidamente y los desalojaron de la plaza.
Luego del primer video, la joven posteó otro para anunciar su intención de volver a la plaza el 25 de enero, un feriado nacional en Egipto en el que se conmemora a los policías que fallecieron en un enfrentamiento con las fuerzas británicas. En este video, desafió a los egipcios a que tomasen las calles: "Si te consideras un hombre, ven conmigo el 25 de enero. Aquellos que dicen que las mujeres no deberían ir a las protestas porque las golpearán, tengan algo de honor y hombría y vengan conmigo el 25 de enero. Aquellos que dicen que no vale la pena porque solo habrá dos o tres personas, quiero decirles que ustedes son la razón de esto, y unos traidores, igual que el presidente o cualquier policía de seguridad que nos golpea en la calle". 
Más tarde, también en 2011, Mahfouz fue arrestada por difamar al Consejo Supremo de las Fuerzas Armadas, tras haberlos llamado "consejo de perros". Fue sometida a una corte militar, lo que causó que varios activistas, entre ellos los candidatos a presidente Mohamed El Baradei y Ayman Nour, protestasen por la decisión. Finalmente, Mahfouz fue liberada bajo fianza tras pagar veinte mil libras egipcias (aproximadamente 3 350 dólares estadounidenses). Luego del pago de la fianza, el Consejo Supremo retiró los cambios contra la joven y contra otro activista, Loay Nagaty. Su abogado fue Hossam Eisa.
En octubre de 2011, se anunció que Mahfouz compartiría el premio Sájarov (otorgado por el Parlamento Europeo) con otros cuatro árabes, en reconocimiento por su lucha por la libertad y los derechos humanos. La comisión encargada de seleccionar a los ganadores explicaron que el logro de Mahfouz consistió en motivar a los egipcios para que reclamasen por sus derechos en la Plaza de la Liberación mediante videos en YouTube y posteos en Facebook y Twitter. Solo dos de los ganadores se presentaron a recibir el premio en la ceremonia llevada a cabo en Estrasburgo el 14 de diciembre de 2011; Mahfouz fue uno de ellos.

## Apoyo a Occupy Wall Street
El 23 de octubre de 2011, Mahfouz dio un discurso en Liberty Plaza Park en apoyo al movimiento Occupy Wall Street. Cuando se le consultó por qué había asistido a la protesta, respondió: "Muchos de los residentes en Estados Unidos fueron solidarios con nosotros. Por este motivo, tenemos que seguir llegando a todo el mundo, porque es posible tener un mundo nuevo para todos".

## Detención
En octubre de 2014, Mahfouz fue detenida durante tres horas en el Aeropuerto Internacional de El Cairo cuando estaba por abordar un vuelo a Bangkok. Las autoridades querían verificar si tenía procesos legales iniciados en su contra. En sus antecedentes constaba un ataque a un simpatizante de Hosni Mubarak, pero más tarde se descubrió que Mahfouz había sido exonerada por el crimen.